# Il Signore degli Anelli: L'avventura di Aragorn
Il Signore degli Anelli: L'avventura di Aragorn è un videogioco d'avventura basato sugli avvenimenti principali della trilogia cinematografica de Il Signore degli Anelli, ispirato al famoso romanzo John Ronald Reuel Tolkien.

## Trama
L'intera trama viene narrata da Sam Gamgee, una volta sposato e divenuto sindaco della contea.
Vestendo i panni del ramingo Aragorn, si potrà esplorare l'intera Terra di mezzo, e rivivere tutte le battaglie in essa avvenute (fatta eccezione per Amon Hen). Come in molti capitoli precedenti, all'interno della trama principale, vengono proposte svariate missioni di minor importanza, non avvenute nei film.

## Modalità di gioco
Si può giocare nei panni di Aragorn e di Gandalf (come secondo giocatore). Diversi livelli del gioco e molti scrigni segreti potranno essere aperti solo grazie alla magia dello stregone.
È possibile trovare e raccogliere oggetti astutamente nascosti, che una volta equipaggiati, aumenteranno le abilità di Aragorn, Gandalf, Legolas e Gimli.
Per quanto riguarda la grafica, i personaggi appaiono in stile "cartoon", con mani e piedi sproporzionatamente più grandi del resto del corpo.
Attraverso il figlio di Sam, Frodo Gangee, è possibile intraprendere le avventure quotidiane della contea, compiendo una vasta quantità di missioni da solo o in compagnia della sorella Elanor (secondo giocatore). Il giocatore ha quindi la possibilità di scegliere se percorrere la storia principale, o esplorare la Contea di Hobbiville.

## Personaggi
All'interno del gioco compaiono tutti i principali personaggi di entrambi gli schieramenti, fatta eccezione per lo stregone Saruman, e Sauron.

## Livelli di gioco
Qui di seguito sono elencati i 9 livelli di gioco.
- La Contea

Questa lussureggiante area ospita il villaggio dove gli Hobbit vivono in pace.
- Fuga verso il guado

Grampasso incontra gli Hobbit a Brea e li guida a Gran Burrone.
- Gran Burrone

La Compagnia dell'Anello si riunisce nell'avamposto degli Elfi.
- Le Miniere di Moria

La Compagnia attraversa le antiche miniere dei Nani di Moria.
- Fangorn

Aragorn, insieme a Gimli e Legolas, cerca Merry e Pipino nella foresta di Fangorn
- Rohan

Queste immense pianure sono il dominio di Théoden, re della Terra dei signori dei cavalli.
- Il Fosso di Helm

La grande fortezza di Rohan è teatro dello scontro finale contro le forze di Saruman, lo stregone bianco.
- I Campi del Pelennor

Qui viene combattuta la grande battaglia contro le forze di Sauron.
- Il Nero Cancello

Aragorn affronta le armate di Mordor per distogliere l'attenzione di Sauron dall'Anello.

## Musiche
Non sono state rielaborate le tracce della trilogia, composte da Howard Shore, ma ne sono state create di nuove da James Hannigan. Ad ogni traccia ne corrisponde una versione più drammatica e di suspense che si attiva ogni qual volta si ingaggia un combattimento.

### Doppiaggio
Per buona parte dei dialoghi sono state riutilizzate voci dalla pellicola originale di Peter Jackson. In diversi casi però sono state usate nuove voci offerte da doppiatori diversi, descritti di seguito.
| Personaggio             | Doppiatore            |
| ----------------------- | --------------------- |
| Sam Gamgee/Narratore    | Massimiliano Alto     |
| Aragorn (voce 1)        | Pino Insegno          |
| Aragorn (voce 2)        | Fabrizio Pucci        |
| Gandalf (voce 1)        | Gianni Musy           |
| Gandalf (voce 2)        | Toni Orlandi          |
| Legolas (voce 1)        | Massimiliano Manfredi |
| Legolas (voce 2)        | Leonardo Graziano     |
| Gimli (voce 1)          | Renato Mori           |
| Gimli (voce 2)          | Fabrizio Temperini    |
| Théoden                 | Stefano De Sando      |
| Arwen                   | Stella Musy           |
| Merry                   | Paolo Vivio           |
| Pipino                  | Corrado Conforti      |
| Frodo Baggins           | Davide Perino         |
| Voci Rohirrim           | Alberto Bognanni      |
| Voci contadini di Rohan | Vladimiro Conti       |
| Voce Hobbit             | Vladimiro Conti       |
| Gríma Vermilinguo       | Gianluca Tusco        |
| Voci scagnozzi di Gríma | Alberto Bognanni      |